# Хосе Мануель Пандо
Хосе Мануель Іносенсіо Пандо Соларес (ісп. José Manuel Inocencio Pando Solares; 27 грудня 1848 — 17 червня 1917) — болівійський державний та військовий діяч, президент Болівії з жовтня 1899 до серпня 1904 року).
Пандо в молодості вивчав медицину. Брав участь у грудневому повстанні 1870 року в Болівії, після чого вступив до лав збройних сил. Після військового перевороту під керівництвом Іларіона Даса 1876 року Хосе Мануель Пандо звільнився з армії та вів приватне життя. 1870 року, з початком Селітряної війни між Болівією та Чилі він повернувся до збройних сил та до 1884 року командував артилерійським полком.
У 1880-их роках Пандо вступив до Ліберальної партії (Partido Liberal), згодом її очолив (1894), був головою партії до самої смерті. 25 жовтня 1899 року, після перемоги на президентських виборах, Пандо став главою держави. За часів його правління 1903 року Болівія врегулювала прикордонну суперечку з Бразилією (Петрополіський договір). 14 серпня 1904 року Пандо передав президентство своєму товаришу за Ліберальною партією Ісмаелю Монтесу.
17 липня 1917 року Пандо був убитий на околиці столиці Болівії, Ла-Паса. Цей злочин так і не було розслідувано.